# Arthur Cohn
Arthur Cohn (Basilea, 4 de febrero de 1927) es un productor de cine suizo y ganador de varios premios de la Academia.

## Biografía
Cohn nació en una familia judía, hijo de Marcus Cohn, abogado y líder del movimiento sionista suizo que se mudó a Israel en 1949, donde ayudó a redactar muchas de las leyes básicas del nuevo Estado y se desempeñó como asistente del fiscal general de Israel. La madre de Cohn, Rose Cohn-Galewski, era una poeta judeo-alemana de Berlín. El abuelo de Cohn, Arthur Cohn, fue el primer rabino principal de Basilea. Después de terminar la escuela secundaria, Cohn se hizo periodista y reportero de Swiss Radio, cubriendo el Medio Oriente, así como partidos de fútbol y hockey sobre hielo. Pasó de la escritura periodística a la escritura de guiones, pero pronto encontró su pasión en la producción cinematográfica.
Seis de sus películas han ganado el premio Óscar, tres en la categoría de Mejor Película en Lengua Extranjera y tres en la categoría de Mejor Largometraje Documental. Cohn fue galardonado con una Estrella en el Paseo de la fama de Hollywood en 1992, la Orden de las Artes y las Letras del Ministro de Cultura francés en 1995, el Premio Humanitario de la Junta Nacional de Revisión en 2001, el Premio Guardián de Zion en 2004 y el Premio de la UNESCO en 2005. Ha recibido múltiples títulos honoríficos de la Universidad de Boston (1998), la Universidad Yeshiva (2001) y la Universidad de Basilea (2006), así como los premios de Lifetime Achievement Awards del Festival Internacional de Cine de Chicago (1992), del Festival Internacional de Cine de Shanghái (1999) de los Festivales Internacionales de Cine de Jerusalén (1995) y Haifa (2016).
Cohn reparte su tiempo entre Basilea y Los Ángeles y es considerado un productor práctico que está muy involucrado con el desarrollo del guion hasta los toques finales del proceso de edición. Durante décadas contó con la asistencia de Lillian Birnbaum (París) y Pierre Rothschild (Zúrich). Las películas de Arthur Cohn se han mostrado en muchas retrospectivas en todo el mundo.
Su película de ficción más conocida es El jardín de los Finzi-Contini (1970, dirigida por Vittorio De Sica). También produjo películas de Kevin Macdonald (One Day in September) y Walter Salles (Central Station, Behind the Sun).

## Premios y distinciones
Premios Óscar
| Año  | Categoría              | Película                  | Resultado |
| ---- | ---------------------- | ------------------------- | --------- |
| 1962 | Mejor documental largo | Sky Above and Mud Beneath | Ganador   |
| 1981 | Mejor documental largo | The yellow star           | Nominado  |
| 1991 | Mejor largo documental | American Dream            | Ganador   |
| 2000 | Mejor largo documental | Un día en septiembre      | Ganador   |